# Idioma beothuk
El beothuk es una lengua indígena actualmente extinta y hablada anteriormente en Terranova. A pesar de que se trata de una lengua extinta, se han conservado algunos testimonios; no obstante, existen grandes lagunas sobre ella.

## Clasificación
A veces se ha asumido que podría existir una relación lejana con las lenguas algonquinas, pero existe muy poca evidencia en favor de esta propuesta. En 2007, se publicaron algunos estudios que sugerían parentesco genético entre los beothuk y los hablantes de micmac (algonquino oriental), en consonancia con la hipótesis de parentesco lejano. Sin embargo, la evidencia lingüística parece acercar el beothuk más al algonquino central, que al algonquino oriental.[cita requerida].

### Testimonios
Las formas léxicas conocidas del beothuk fueron obtenidas de cautivos como Demasduwit y Shanawdithit (la última hablante conocida, fallecida en 1829). Existe una grabación de una canción beothuk, cantada por una anciana nativa de 75 años llamada Santu, obtenida en 1910 por el antropólogo norteamericano Frank Speck. La grabación fue hallada al final del siglo XX, el texto es enigmático y no es comprendido por los lingüistas. Speck escribió un libro titulado Beothuk and Micmac, (New York 1922).